# Jiaozhoubugten
Jiaozhoubugten (kin. 胶州湾) er en havbugt, som ligger ved Qingdao i Shandong provinsen. Det omkringliggende område var tysk koloni fra 1898 til 1914. 
Jiaozhou er den historiske hovedby i området, som omtales som Kiaochow, Kiauchau eller Kiao-Chau på engelsk og Kiautschou på tysk. 

## Geografi
Jiaozhoubugten ligger på sydkysten af Shandonghalvøen i Østkina. Den skiller Huangdao fra Qingdao by og grænser op til Jiaozhou og Jiaonan.
Bugten er 32 km lang og 27 km bred med et vandareal på 362 km², hvilket er ca. 2/3 af hvad det var for 100 år siden. Ifølge officielle data, er vandområdet formindsket fra 560 km² i 1928 til 362 km² i 2003 på grund af vedvarende inddæmning i de senere årtier. Dyrelivet i bugten er faldet med 2/3 i løbet af de sidste 50 år. på grund af by- og industriel udvikling i de tilgrænsende områder.
Jiaozhoubugten er en naturlig indskæring i kysten med 10–15 meters vanddybde eller mere. Der er gravet sejlrender til de tre store havne omkring bugten Qingdao, Huangdao og Hongdao, som alle er isfri om vinteren.

## Historie
Jiao-zhou-bugten (tidligere Kiao-tschou) kaldtes tidligere Jiao'Ao. Området blev almindeligt kendt af europæere, efter at der blev indgået en lejeaftale for 99 år mellem det Tyske Kejserrige og Qing-dynastiet i Kina. 
Republikken Kina erklærede krig mod det Tyske Kejserrige den 23. august 1914 samtidig med Japan, efter at et ultimatum om betingelsesløs tysk evakuering af Kiautschou var udløbet. Derpå afsluttede Kina det tyske lejemål af Jiao-zhou-bugten. Området blev efterfølgende besat af japanske og britiske styrker efter Belejringen af Tsingtao. Som allieret med de sejrende magter forventede Kina en formel tilbagelevering af området ved afslutningen af 1. Verdenskrig, men Versaillestraktaten imødekom japanske krav, og landet fik overdraget alle tyske territorier nord for ækvator, herunder Jiao-zhou-bugten. Dette førte til protester over hele Kina, som blev kendt som "4. maj bevægelsen", hvilket i almindelighed anses for en vigtig begivenhed i morderne kinesisk historie. På grund af pres fra alle kinesiske regioner afslog regeringen i Beiyang at underskrive traktaten.

## Forbindelsesprojektet
Jiaozhoubugten ligger i sin helhed indenfor Qingdao prefekturet. Mod uret er de omkringliggende områder: Shinan distriktet, Shibei distriktet, Sifang distriktet, Licang distriktet, Chengyang distriktet, Jiaozhou by, Jiaonan by og Huangdao distriktet. 
Indsejlingen til bugten er 6,17 km bred. I 1993 besluttede Qingdao by at bygge en trafikkorridor i Jiaozhoubugt området, som omfatter en tunnel under indløbet og en bro over Jiaozhoubugten. I december 2006 begyndte bygningen, som forventedes at blive færdigt i 2010.
- Jiaozhoubugt broen

Broen over Jiaozhoubugten bliver 35,4 km lang, hvilket er længere end Donghaibroen, men kortere end den længste, Hangzhoubugtbroen. De samlede investeringer vil blive på omkring 10 mia. yuan (ca. 7,5 mia kr (okt. 2009)). Det vurderes, at det vil formindske rejsetiden fra Qingdao til den omkringliggende region med over halvdelen og lette presset på den eksisterende Jiaozhoubugt motorvej.
- Qing-Huang Tunnelen

Tunnelen skal forbinde Qingdao med Huangdao og får en længde på over 7 km, og der regnes med at den vil koste 3 mia. yuan. Efter færdiggørelsen regnes det med, at det vil tage ca. 10 minutter at komme i bil fra Qingdao til Huangdao distriktet.

## Fodnoter, kilder og referencer
1. ↑  China State Oceanic Administration "Chorography of Jiao'Ao"
2. ↑  http://www.soa.gov.cn/hyjww/zghybnew/ywb/webinfo/2008/11/1225332542195401.htm (Webside+ikke+længere+tilgængelig)

## Eksterne kilder
- Tyske kolonier Arkiveret 21. november 2016 hos  Wayback Machine (tysk)
- Jiaozhou Bay Connection Project (kinesisk)

36°7′24.44″N 120°14′44.3″Ø / 36.1234556°N 120.245639°Ø